# Tommy Kenter
Tommy Osvald Charlie Kenter (Copenaghen, 15 aprile 1950) è un attore e doppiatore danese.

## Biografia
Ha debuttato nel mondo dello spettacolo a 11 anni nel film Cirkus Buster accreditato come Tommy Kanter.
Nel 2020 ha sposato  la graphic designer Janne Hiort.

## Filmografia

### Cinema
- Cirkus Buster - regia di Erik Balling (1961)
- Der var engang en krig - regia di Palle Kjærulff-Schmidt (1966)
- Piger i trøjen - regia di Finn Henriksen (1975)
- Familien Gyldenkål - regia di Gabriel Axel (1975)
- Julefrokosten - regia di Finn Henriksen (1976)
- Alt på et bræt - regia di Gabriel Axel (1977)
- Miraklet i Valby - regia di Åke Sandgren (1989)
- Lad isbjørnene danse - regia di Birger Larsen (1990)
- Fukssvansen - regia di Niels Arden Oplev (2001)
- Allegro - regia di Christoffer Boe (2005)
- Marie Krøyer - regia di Billie August (2012)
- Viceværten - regia di Katrine Wiedemann (2012)
- Pietro il fortunato - regia di Bille August (2018)

### Televisione
- Langt fra Las Vegas - serie TV
- Krøniken - serie TV
- Livvagterne -Serie TV
- Vild med dans
- Rita - serie TV
- Bedrag  - serie TV
- Gidseltagningen - serie TV

## Doppiaggio
- Fagin in Oliver & Company
- Gufo in Fuglekrigen i Kanøfleskoven
- Heimlich in A Bug's Life - Megaminimondo
- Narratore in Il trenino Thomas (stagioni 5 e 6)
- Corvo in Drengen der ville gøre det umulige
- Ramone in Cars - Motori ruggenti, Cars 2
- Capo di polizia in Otto er et næsehorn

## Riconoscimenti
- Premio Robert come miglior attore protagonista in Lad isbjørnene danse (1991)